# Pellionella tetonensis
Pellionella tetonensis är en svampart som beskrevs av Wehm. 1946. Pellionella tetonensis ingår i släktet Pellionella, divisionen sporsäcksvampar och riket svampar.   Inga underarter finns listade i Catalogue of Life.